# Paix d'Arras
Ne doit pas être confondu avec Traité d'Arras.
Pontoise (1413) Saint-Maur (1418)
La paix d'Arras est signée à Arras, entre le roi de France et le duc de Bourgogne, le 4 septembre 1414. Elle constituait une trêve dans la guerre civile entre Armagnacs et Bourguignons, au cours de la guerre de Cent Ans

## Contexte historique
La paix d'Arras intervint dans le contexte de la révolte des Cabochiens au printemps 1413. Jean sans Peur, duc de Bourgogne soutint cette révolte populaire qui imposa au roi de France l'ordonnance cabochienne. Les exactions des partisans de Simon Caboche discréditèrent Jean sans Peur et éloignèrent de lui outre la bourgeoisie parisienne, le roi de Sicile, le duc de Berry et le dauphin, Louis de Guyenne. Bernard VII d'Armagnac, beau-père de Charles d'Orléans, neveu de Charles VI, marcha sur Paris à la tête de ses armées et se rendit maître de la ville, obligeant Jean sans Peur à fuir. Il échoua à reprendre Paris en décembre 1413. En avril 1414, le roi et le dauphin poursuivirent le duc de Bourgogne, assiégeant et prenant Compiègne, Soissons et Bapaume. Les armées du roi investirent Arras. C'est là que furent menés des négociations qui aboutirent à la signature de conventions en septembre 1414 qui aboutirent à la signature de la paix en février 1415.
Le dauphin, Louis de Guyenne, représentant son père, le roi Charles VI qui de nouveau, avait sombré dans une crise de démence, signa la Paix d'Arras avec les envoyés de Jean sans Peur, duc de Bourgogne. 
Cette trêve dans la guerre civile entre Armagnacs et Bourguignons avait pour but de maintenir l'unité du royaume et la paix entre les deux partis.
Le 4 septembre 1414, la paix est signée et les prélats, les grands seigneurs de l'armée royale prêtent  serment de respecter cette paix.

## Principales clauses
Les pourparlers aboutirent à plusieurs accords :
- il était mis fin aux hostilités ;
- Le roi accordait son pardon à Jean sans Peur ;
- les villes d'Arras, de Chinon et le château du Crotoy devaient être remis au roi de France ;
- le duc de Bourgogne et le roi de France accordaient pardon et restitution aux vassaux qui en avaient été victimes dans chacune des parties ;
- Simon Caboche et certains de ses partisans devaient être chassés des états bourguignons ;
- Jean sans Peur s'engageait à ne pas négocier avec le roi d'Angleterre sans l'accord du roi de France.

Le port de la croix de saint André et la bande blanche portées respectivement par les Bourguignons et les Armagnacs fut interdit. Sur l'ordre de Louis de Guyenne les mots Bourguignons et Armagnacs furent bannis du royaume, il était formellement interdit de les prononcer.